# 王沿
王沿（?—?），字聖源，大名館陶人。
少年時好讀《春秋》。進士出身，試秘書省校書郎。歷官彭城、新昌縣令，後改相州觀察推官。張知白很器重他，擢拔為著作佐郎，直昭文館，涇州觀察使。慶曆二年（1042年），李元昊入寇，副都總管葛懷敏戰死，李元昊趁勝進攻渭州，王沿令州民登城，大舉旗幟以虛張聲勢，敵遂引去。歷官龍圖閣直學士、刑部郎中、知虢州。官至天章閣待制。晚年謫河中府，卒於任上。有文集二十卷，《唐志》二十一卷。

## 延伸阅读
[在维基数据编辑]
 《宋史·卷300》，出自脱脱《宋史》